# Wilhelm al V-lea al Aquitaniei
Wilhelm al V-lea, supranumit cel Mare (în franceză Guillaume le Grand; n. 969 – d. 31 ianuarie 1030, Abația Maillezais), aparținând familiei Ramnulfild, a fost din 995 duce de Aquitania și conte de Poitou (Poitiers) ca Wilhelm al III-lea. A fost fiul ducelui Aquitaniei, Wilhelm al IV-lea (conte de Poitou ca Wilhelm al II-lea) și al soției sale Emma de Blois.

## Biografie
Wilhelm, conducător cult și evlavios, prieten cu cronicarul Fulcher de Chartres, a transformat curtea prosperă a Aquitainei într-un centru intelectual al Franței. El a suferit însă o serie de eșecuri pe câmpul de luptă deoarece era lipsit de talent militar. Wilhelm a cerut ajutor lui Robert al II-lea, regele Franței, pentru a-l supune pe vasalul său, contele de La Marche, dar campania lor comună a eșuat. Wilhelm a fost învins de contele de Anjou, Fulk al III-lea, căruia a trebuit apoi să-i cedeze teritoriile din jurul Loudun și Mirebeau. În 1006 el a fost învins de vikingi. De asemenea, a trebuit să-și reducă teritoriul domeniilor din jurul Confolens, Ruffec și Chabanais pentru a-l recompensa pe vasalul său, contele de Angoulême.
Când italienii au venit în Franța în 1024/1025 pentru a căuta un rege pentru țara lor și au intrat în conflict cu regele Franței atunci când s-au adresat fiului său Hugh, ei s-au adresat apoi lui Wilhelm. El a plecat în Italia pentru verifica dacă propunerea era bine întemeiată, însă a renunțat la ofertă pentru sine și pentru fiul său datorită situației politice confuze existente acolo.
Cronicarul Adémar de Chabannes a scris un imn pentru Wilhelm, imn care este una dintre cele mai importante surse referitoare la perioada în care a domnit.

## Căsătorii și descendenți
Wilhelm a fost căsătorit de trei ori.
Prima soție a fost Almodis de Limoges, văduva contelui Adalbert I (Aldebert I) de La Marche. Cei doi au avut un fiu:
- Wilhelm al VI-lea, supranumit cel Gras (în franceză Guillaume le Gros; d. 1038), duce al Aquitaniei și conte de Poitou ca Wilhelm al IV-lea (1030–1038).

Cea de-a doua soție a fost Prisca (Brisque) a Gasconiei (d. înainte de 1018), fiica ducelui Wilhelm al II-lea al Gasconiei. Din această căsătorie au rezultat trei copii:
- Odo (în franceză Eudes; d. 1039), duce al Gasconiei (1032–1039), duce al Aquitaniei și conte de Poitou între 1038 și 1039;
- Adelais, căsătorită cu Géraud I Tranacléon, conte de Armagnac (d. 1020);
- Theobald (în franceză Thibault), care a murit tânăr.

A treia soție a fost Agnes de Burgundia (d. 10 noiembrie 1068), fiica lui Otto Wilhelm, conte de Burgundia. Copiii lor au fost:
- Peter Wilhelm (n. 1023 – d. 1058), supranumit Vulturul (în franceză Guillaume l'Aigle), duce al Aquitaniei ca Wilhelm al VII-lea și conte de Poitiers ca Wilhelm al V-lea (1039–1058);
- Guido Gottfried (n.c. 1025 – d. 1086), duce al Aquitaniei ca Wilhelm al VIII-lea și conte de Poitiers ca Wilhelm al VI-lea (1058–1086);
- Agnes de Poitou (n.c. 1025 – d. 1077), căsătorită în 1043 cu Henric al III-lea (n. 1017 – d. 1056), duce al Bavariei, duce al Suabiei, rege al Burgundiei, (co-)rege al Sfântului Imperiu Roman din 1028, rege (din 1039) și împărat romano-german (1046–1056).[7]